# Lufkin
Lufkin is een plaats (city) in de Amerikaanse staat Texas, en valt bestuurlijk gezien onder Angelina County.

## Demografie
Bij de volkstelling in 2000 werd het aantal inwoners vastgesteld op 32.709.
In 2006 is het aantal inwoners door het United States Census Bureau geschat op 33.863, een stijging van 1154 (3.5%).

## Geografie
Volgens het United States Census Bureau beslaat de plaats een oppervlakte van
69,5 km², waarvan 69,2 km² land en 0,3 km² water. Lufkin ligt op ongeveer 95 m boven zeeniveau.

## Plaatsen in de nabije omgeving
De onderstaande figuur toont nabijgelegen plaatsen in een straal van 28 km rond Lufkin.